# Nerine
Nerine Herb., 1820 è un genere di piante della famiglia delle Amaryllidaceae, originario dell'Africa australe.

## Descrizione
Comprende specie dalle belle ed eleganti infiorescenze ad ombrella.

## Tassonomia
Il genere Nerine comprende le seguenti specie:
- Nerine angustifolia (Baker) W.Watson
- Nerine appendiculata Baker
- Nerine bowdenii W.Watson
- Nerine filamentosa W.F.Barker
- Nerine filifolia Baker
- Nerine frithii L.Bolus
- Nerine gaberonensis Bremek. & Oberm.
- Nerine gibsonii K.H.Douglas
- Nerine gracilis R.A.Dyer
- Nerine hesseoides L.Bolus
- Nerine humilis (Jacq.) Herb.
- Nerine krigei W.F.Barker
- Nerine laticoma (Ker Gawl.) T.Durand & Schinz
- Nerine macmasteri G.D.Duncan
- Nerine marincowitzii Snijman
- Nerine masoniorum L.Bolus
- Nerine pancratioides Baker
- Nerine platypetala McNeil
- Nerine pudica Hook.f.
- Nerine pusilla Dinter
- Nerine rehmannii (Baker) L.Bolus
- Nerine ridleyi E.Phillips
- Nerine sarniensis (L.) Herb.
- Nerine transvaalensis L.Bolus
- Nerine undulata (L.) Herb.
- Nerine × versicolor Herb.